# Oigny-en-Valois
Pour les articles homonymes, voir Oigny.
Oigny-en-Valois est une commune française située dans le département de l'Aisne, en région Hauts-de-France.

## Géographie

### Localisation
Très ancienne commune clairière au cœur de la forêt de Retz sur route départementale croisant la route nationale entre Villers-Cotterêts et la Ferté-Milon.

### Communes limitrophes
| Villers-Cotterêts | Faverolles       | Faverolles       |
| La Ferté-Milon    | Oigny-en-Valois  | Silly-la-Poterie |
| La Ferté-Milon    | Silly-la-Poterie | Silly-la-Poterie |

### Géologie et relief
La commune est classée en zone de sismicité 1, correspondant à une sismicité très faible.

### Hydrographie
La commune est située dans le bassin Seine-Normandie. Elle est drainée par le fossé 01 de Charcy, le cours d'eau 02 de la commune de Faverolles et le fossé 01 de la commune d'Oigny-en-Valois,,.

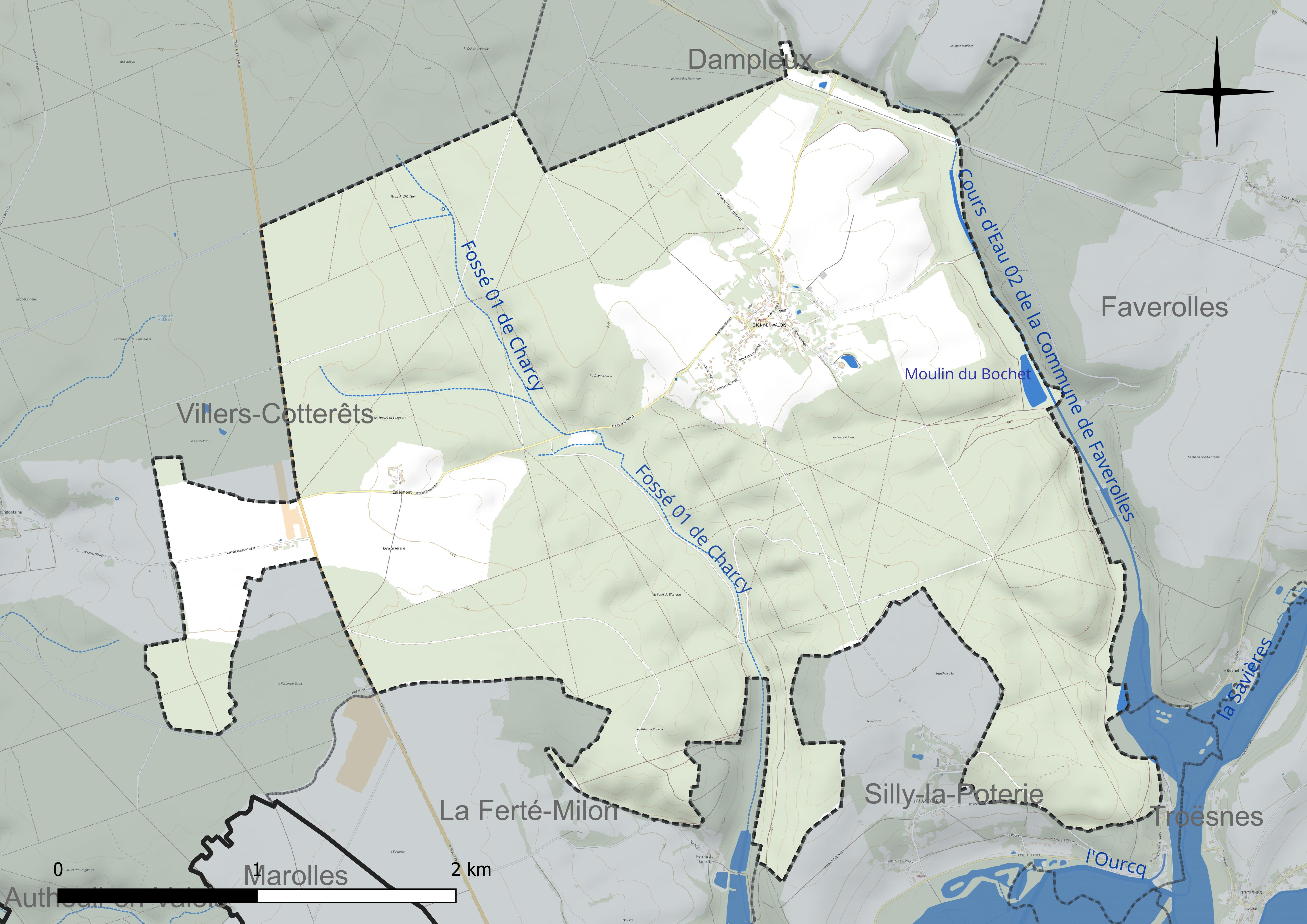
Réseau hydrographique d'Oigny-en-Valois.

Un plan d'eau complète le réseau hydrographique : Moulin du Bochet (1,8 ha),.

### Climat
Pour des articles plus généraux, voir Climat des Hauts-de-France et Climat de l'Aisne.
En 2010, le climat de la commune est de type climat océanique dégradé des plaines du Centre et du Nord, selon une étude du CNRS s'appuyant sur une série de données couvrant la période 1971-2000. En 2020, Météo-France publie une typologie des climats de la France métropolitaine dans laquelle la commune est exposée à un climat océanique altéré et est dans la région climatique Nord-est du bassin Parisien, caractérisée par un ensoleillement médiocre, une pluviométrie moyenne régulièrement répartie au cours de l'année et un hiver froid (3 °C).
Pour la période 1971-2000, la température annuelle moyenne est de 10,6 °C, avec une amplitude thermique annuelle de 14,8 °C. Le cumul annuel moyen de précipitations est de 733 mm, avec 11,8 jours de précipitations en janvier et 8,8 jours en juillet. Pour la période 1991-2020, la température moyenne annuelle observée sur la station météorologique la plus proche, située sur la commune de Changis-sur-Marne à 30 km à vol d'oiseau, est de 11,9 °C et le cumul annuel moyen de précipitations est de 710,1 mm,. Pour l'avenir, les paramètres climatiques de la commune estimés pour 2050 selon différents scénarios d'émission de gaz à effet de serre sont consultables sur un site dédié publié par Météo-France en novembre 2022.

## Urbanisme

### Typologie
Au 1er janvier 2024, Oigny-en-Valois est catégorisée commune rurale à habitat dispersé, selon la nouvelle grille communale de densité à 7 niveaux définie par l'Insee en 2022.
Elle est située hors unité urbaine. Par ailleurs la commune fait partie de l'aire d'attraction de Paris, dont elle est une commune de la couronne,.

### Occupation des sols
L'occupation des sols de la commune, telle qu'elle ressort de la base de données européenne d'occupation biophysique des sols Corine Land Cover (CLC), est marquée par l'importance des forêts et milieux semi-naturels (76,6 % en 2018), une proportion sensiblement équivalente à celle de 1990 (76,7 %). La répartition détaillée en 2018 est la suivante : 
forêts (72,2 %), terres arables (19,9 %), milieux à végétation arbustive et/ou herbacée (4,4 %), zones urbanisées (3,2 %), prairies (0,2 %), zones agricoles hétérogènes (0,1 %).
L'évolution de l'occupation des sols de la commune et de ses infrastructures peut être observée sur les différentes représentations cartographiques du territoire : la carte de Cassini (XVIIIe siècle), la carte d'état-major (1820-1866) et les cartes ou photos aériennes de l'IGN pour la période actuelle (1950 à aujourd'hui).

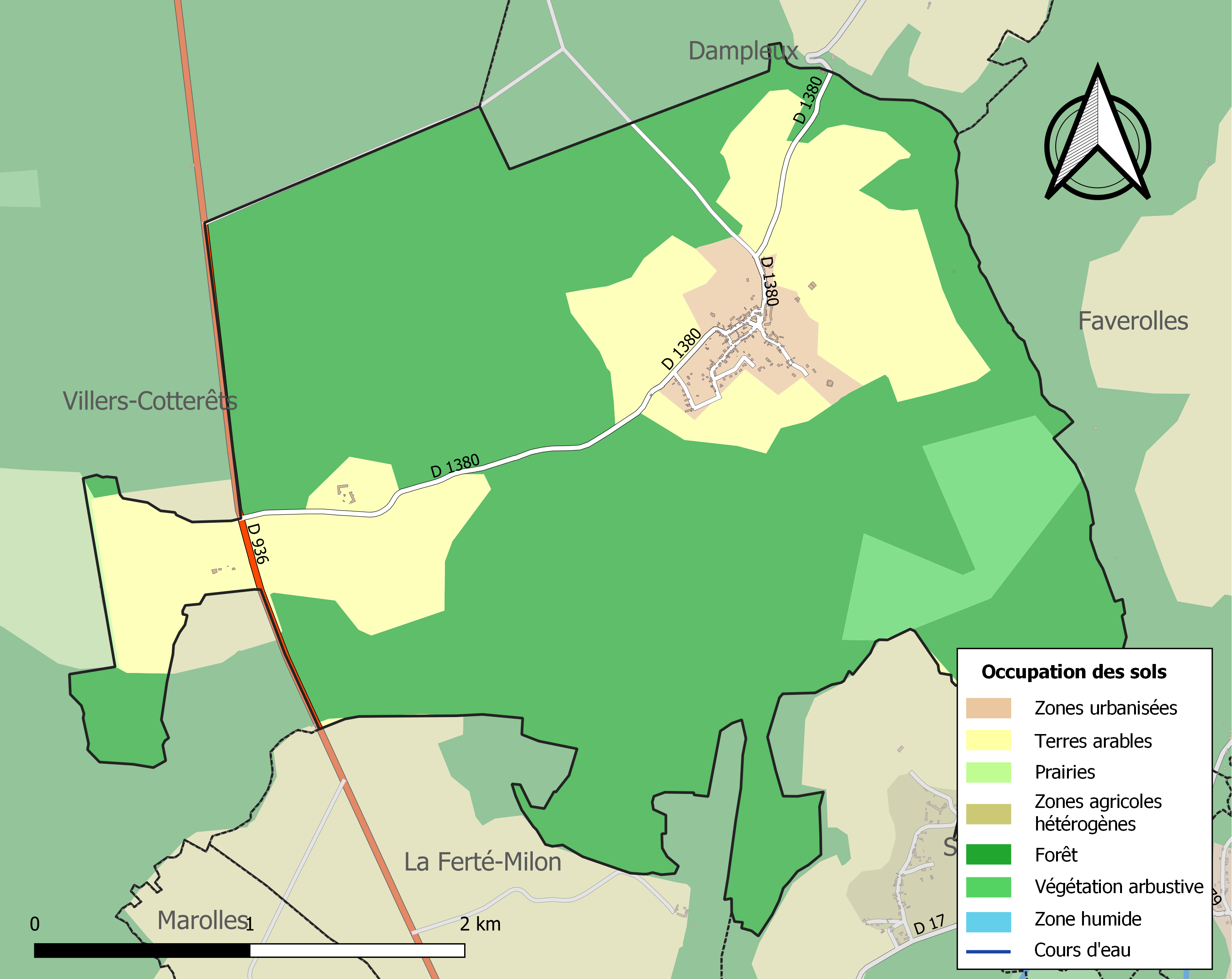
Carte de l'occupation des sols de la commune en 2018 (CLC).

### Logement
En 2013, le nombre total de logements dans la commune était de 100.
Parmi ces logements, 67,3 % étaient des résidences principales, 25 % des résidences secondaires et 7,7 % des logements vacants.
La part des ménages propriétaires de leur résidence principale s'élevait à 91,3 %.

## Toponymie
Le nom de la localité est attesté sous les formes Osniacus (1161) ; Orsinatum (1264) ; Oigny-en-Valois (1482) ; Oygny (1535) ; Oigni (1700).
Le Valois, dit aussi « Pays du Valois », est une région naturelle de France, située en Picardie au nord de Paris, sur les départements actuels de l'Oise et de l'Aisne, dans les Hauts-de-France.

## Histoire
L'église (fin XIIe siècle, début XIIIe siècle) atteste d'une très ancienne implantation villageoise. Il s'agissait d'un village de bûcherons et de cultivateurs.
Le château de chasse, monument historique, fut construit initialement sous François Ier. 
Au début du XIXe siècle, son propriétaire, le général d'Empire Charpentier, philanthrope, contribua à la modernisation du village... avec les pierres de l'abbaye voisine de Bourgfontaine, en partie détruite.
Ses jardins en terrasse donnant sur la plaine de Dampleux sont restés exceptionnels.
Il n'est pas impossible que Marie Stuart, épouse du jeune François II, soit venue chasser ici, de même que l'amiral de Coligny.
Une des allées de la forêt voisine se nomme allée de l'Amiral.

## Politique et administration

### Découpage territorial
La commune d'Oigny-en-Valois est membre de la communauté de communes Retz-en-Valois, un établissement public de coopération intercommunale (EPCI) à fiscalité propre créé le 1er janvier 2017 dont le siège est à Villers-Cotterêts. Ce dernier est par ailleurs membre d'autres groupements intercommunaux.
Sur le plan administratif, elle est rattachée à l'arrondissement de Soissons, au département de l'Aisne et à la région Hauts-de-France. Sur le plan électoral, elle dépend du  canton de Villers-Cotterêts pour l'élection des conseillers départementaux, depuis le redécoupage cantonal de 2014 entré en vigueur en 2015, et de la cinquième circonscription de l'Aisne  pour les élections législatives, depuis le dernier découpage électoral de 2010.

### Administration municipale
| Période                                  | Période                       | Identité          | Étiquette | Qualité                         |
| ---------------------------------------- | ----------------------------- | ----------------- | --------- | ------------------------------- |
| Les données manquantes sont à compléter. |                               |                   |           |                                 |
| mars 2001                                | mars 2008                     | Didier Cassemiche |           |                                 |
| mars 2008                                | En cours (au 13 juillet 2020) | Christine Olry    | DVD       | Réélue pour le mandat 2020-2026 |

## Démographie
L'évolution du nombre d'habitants est connue à travers les recensements de la population effectués dans la commune depuis 1793. Pour les communes de moins de 10 000 habitants, une enquête de recensement portant sur toute la population est réalisée tous les cinq ans, les populations de référence des années intermédiaires étant quant à elles estimées par interpolation ou extrapolation. Pour la commune, le premier recensement exhaustif entrant dans le cadre du nouveau dispositif a été réalisé en 2004.

En 2022, la commune comptait 175 habitants, en évolution de +15,89 % par rapport à 2016 (Aisne : −1,97 %, France hors Mayotte : +2,11 %).
| 1793 | 1800 | 1806 | 1821 | 1831 | 1836 | 1841 | 1846 | 1851 |
| ---- | ---- | ---- | ---- | ---- | ---- | ---- | ---- | ---- |
| 300  | 278  | 286  | 293  | 350  | 381  | 368  | 358  | 330  |

| 1856 | 1861 | 1866 | 1872 | 1876 | 1881 | 1886 | 1891 | 1896 |
| ---- | ---- | ---- | ---- | ---- | ---- | ---- | ---- | ---- |
| 319  | 318  | 296  | 304  | 286  | 310  | 300  | 265  | 296  |

| 1901 | 1906 | 1911 | 1921 | 1926 | 1931 | 1936 | 1946 | 1954 |
| ---- | ---- | ---- | ---- | ---- | ---- | ---- | ---- | ---- |
| 273  | 273  | 236  | 195  | 197  | 201  | 195  | 208  | 145  |

| 1962 | 1968 | 1975 | 1982 | 1990 | 1999 | 2004 | 2006 | 2009 |
| ---- | ---- | ---- | ---- | ---- | ---- | ---- | ---- | ---- |
| 119  | 92   | 116  | 137  | 188  | 163  | 170  | 165  | 146  |

| 2014 | 2019 | 2022 | - | - | - | - | - | - |
| ---- | ---- | ---- | - | - | - | - | - | - |
| 148  | 162  | 175  | - | - | - | - | - | - |

## Économie

### Revenus de la population et fiscalité
Le nombre de ménages fiscaux en 2013 était de 67 représentant 147 personnes et la  médiane du revenu disponible par unité de consommation de 25 655 €.

### Emploi
En 2014, le nombre total d'emplois dans la zone était de 12, occupant 65 actifs résidants (salariés et non salariés).
Le taux d'activité de la population âgée de 15 à 64 ans s'élevait à 75,3 % contre un taux de chômage de 11 %.

### Entreprises et commerces
En 2015, le nombre d'établissements actifs était de quatorze dont quatre dans l'agriculture-sylviculture-pêche, un dans la construction, huit dans le commerce-transports-services divers et un étaient relatifs au secteur administratif.
Cette même année, trois entreprises ont été créées dont une par des auto-entrepreneurs.

## Culture locale et patrimoine

### Lieux et monuments
- Château d'Oigny-en-Valois des XVe, XVIe et XVIIe siècles[30].
- Croix monumentale, du XIVe siècle.
- Mausolée du comte d'empire Charpentier.

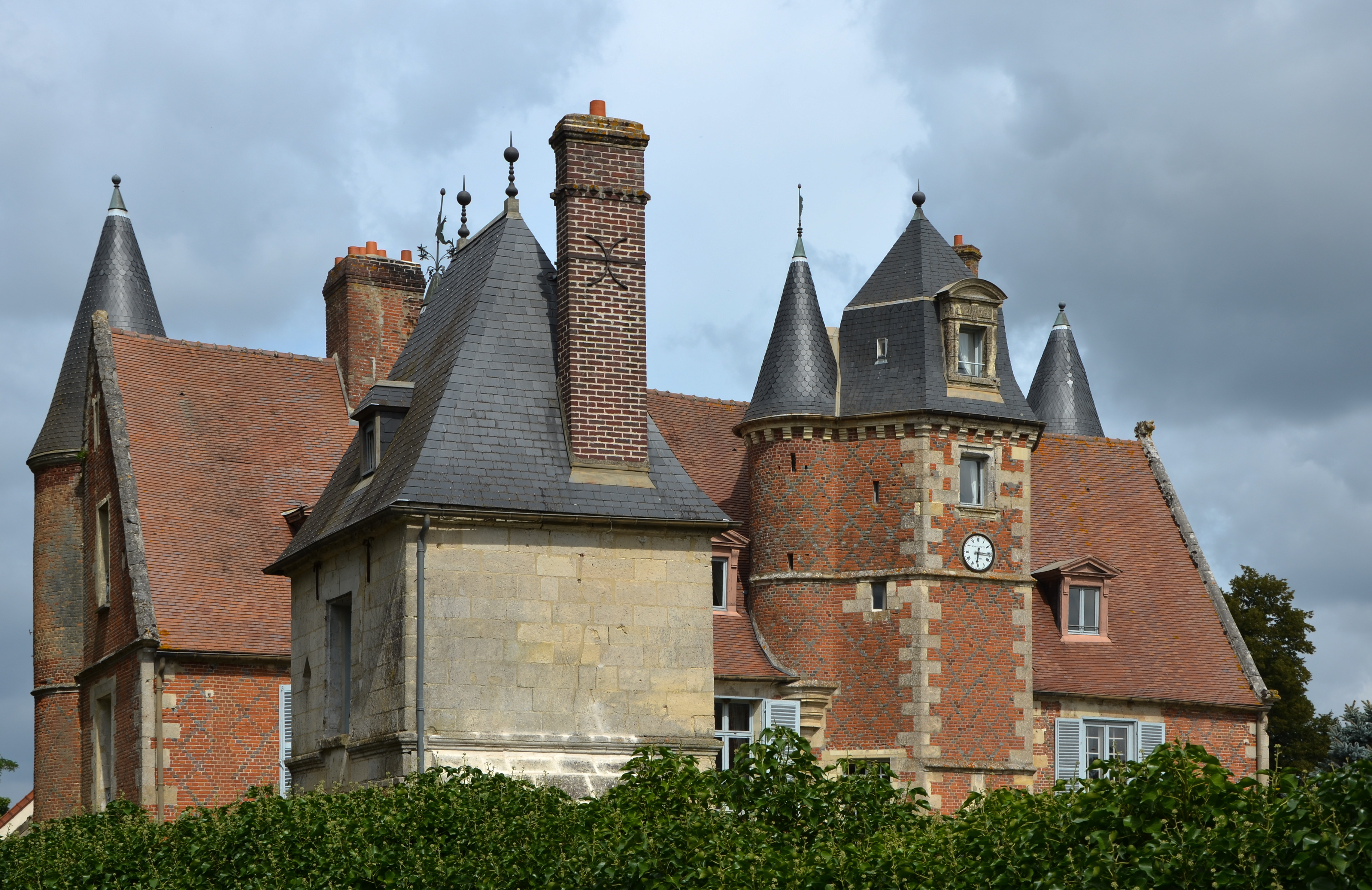
Château d'Oigny-en-Valois.

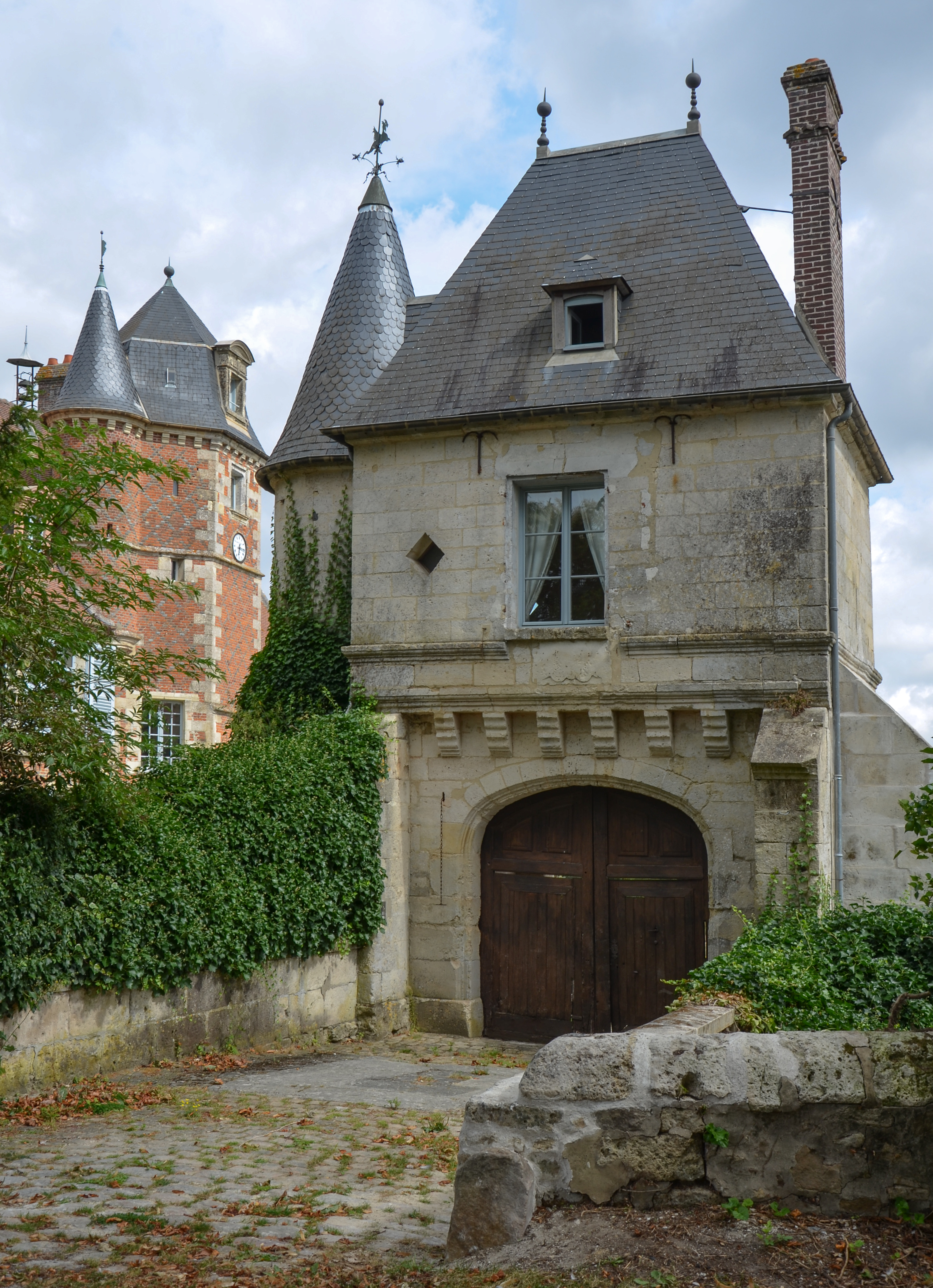
Château d'Oigny-en-Valois.

- Église Saint-Martin d'Oigny-en-Valois. Elle est inscrite à l'Inventaire général du patrimoine culturel[31].

### Personnalités liées à la commune
- Henri François Marie Charpentier (1769-1831), mort dans la commune le 14 octobre 1831.

### Héraldique
| Blason de Oigny-en-Valois | Blason  | D'azur, au chevron d'or, accompagné en chef de deux colombes affrontées d'argent et en pointe d'un croissant du même, au chef de gueules, chargé de trois étoiles d'argent ; au franc-canton d'azur chargé d'une épée d'argent garnie d'or. |
| Blason de Oigny-en-Valois | Détails | Armoiries du général d'Empire Henri François Marie Charpentier. Le statut officiel du blason reste à déterminer. |